# Sleeping with the Past
Sleeping with the Past är Elton Johns tjugoandra studioalbum, utgivet 1989. Detta album innehåller singeln "Sacrifice", som nådde förstaplatsen på UK Singles Chart.

## Låtlista
Alla låtar skrivna av Elton John och Bernie Taupin.
1. "Durban Deep" – 5:32
2. "Healing Hands" – 4:23
3. "Whispers" – 5:30
4. "Club at the End of the Street" – 4:49
5. "Sleeping with the Past" – 4:58
6. "Stones Throw From Hurtin'" – 4:55
7. "Sacrifice" – 5:09
8. "I Never Knew Her Name" – 3:32
9. "Amazes Me" – 4:39
10. "Blue Avenue" – 4:21